# Пышкова, Кристина
Кристи́на Пышко́ва (чеш. Krystyna Pyszkováa; род. 19 января 1999 года, Тршинец) — чешская модель, победительница конкурса красоты «Мисс мира 2023».

## Биография
Кристина Пышкова родилась 19 января 1999 года в Тршинеце, в где в местной гимназии она получила образование. По окончании гимназии она переехала в Прагу, где поступила в Карлов университет, в котором изучала право. Затем Кристина поступила в Центр менеджмента в городе Инсбрук, в котором изучала менеджмент.
7 мая 2022 года выиграла национальный конкурс красоты «Мисс Чешская республика». Победа в национальном конкурсе красоты позволила ей принять участие в международном конкурсе красоты «Мисс мира 2023». 
9 марта 2024 года Кристина Пышкова стала новой «Мисс мира» после победы на конкурсе красоты, проходившем в Мумбаи. В конце мероприятия Кристина была коронована предыдущей «Мисс мира» Каролиной Белявской из Польши. Она стала второй представительницей Чехии, выигравшей конкурс «Мисс мира», после Татьяны Кухаржовой, которая выигрывала «Мисс мира 2006».